# Platte City
Platte City é uma cidade localizada no estado americano de Missouri, no Condado de Platte.

## Demografia
Segundo o censo americano de 2000, a sua população era de 3866 habitantes.
Em 2006, foi estimada uma população de 4788, um aumento de 922 (23.8%).

## Geografia
De acordo com o United States Census Bureau tem uma área de
8,8 km², dos quais 8,7 km² cobertos por terra e 0,1 km² cobertos por água. Platte City localiza-se a aproximadamente 250 m acima do nível do mar.

## Localidades na vizinhança
O diagrama seguinte representa as localidades num raio de 12 km ao redor de Platte City.